# زیگینچور
زیگینچور (به لاتین: Ziguinchor) یک منطقهٔ مسکونی در سنگال است که در زیگوینچور واقع شده‌است. زیگینچور ۹ کیلومتر مربع مساحت و ۲۰۵٬۲۹۴ نفر جمعیت دارد و ۱۲ متر بالاتر از سطح دریا واقع شده‌است.

## خواهرخوانده
شهرهای شهرستان پرنس جرج، مریلند، سن-مر-د-فوسه و ریمینی خواهرخوانده‌های زیگینچور هستند.